# ФК «Трактор» Сталинград в сезоне 1938
Сезон 1938 — 3-й сезон для ФК «Трактор» в турнирах союзного уровня. «Трактор» впервые выступал в высшем дивизионе чемпионата СССР. Нападающий «Трактора» Александр Пономарёв, забив 19 голов, вошёл в тройку лучших бомбардиров чемпионата.

## Хронология событий

### Подготовка к сезону
Перед началом сезона многие считали преждевременным включение «Трактора» в чемпионат. Не было и единства взглядов и у руководителей Центрального совета общества «Трактор», располагавшегося тогда в Харькове. Кто-то считал, что харьковский «Трактор» надёжнее. Долгие споры в конце концов завершились в пользу волжан.
Перед чемпионатом «Трактор» сохранил прошлогодний состав и усилился группой футболистов сталинградского «Металлурга», которые ярко провели сезон 1937: защитник Виктор Матвеев, полузащитник Александр Рудин и Алексей Киреев, нападающий Сергей Проценко.
Тренером команды был назначен 24-летний выпускник Московского института физкультуры Юрий Ходотов — самый молодой тренер в истории советского футбола, который впоследствии привёл «Трактор» к его самым крупным победам. Вот что говорил Ходотов о своём назначении:
Что и говорить, предложение возглавить команду было лестным, но и ответственным, если учесть, что средний возраст игроков примерно 25 лет. Я, правда, рассчитывал на то, что, продолжая выступать вратарём, быстро найду общий язык с командой. Но эти мои расчёты скоро рухнули, и я так и не узнал достоинств роли «играющего тренера». Во время одной из тренировочных игр я получил травму — перелом носа. У одних игроков мой вид вызывал ужас, у других — улыбки. Здраво поразмыслив, решил, что совмещать обязанности тренера и вратаря нет никакой необходимости, да и рискованно.
12 апреля команда выехала на юг, в город Симферополь для проведения тренировочного сбора.
В отличие от команды, стадион «Трактор» оказался плохо готовым к дебюту в высшем дивизионе. Планы по строительству новой трибуны были сорваны, а модернизация существующих помещений не завершена, несмотря на финансовую помощь из Москвы. Совет спортивного общества «Трактор», патронирующий все команды тракторных заводов СССР, напрасно выделил на реконструкцию 120 тыс. рублей, а Центральный совет профсоюзов добавил ещё 75 тыс.
Поле стадиона, не имевшее травяного покрова, на протяжении всего сезона критиковалось соперниками и было саркастически прозвано «чёрным».

### Чемпионат СССР

#### Старт чемпионата. Южное турне
Первые 4 матча «Трактор» провёл на выезде. На главном стадионе Тбилиси сталинградцы открыли историю выступлений в высшем дивизионе ничьей с местным «Локомотивом» 1:1, а Александр Пономарёв стал автором первого гола команды.
Во втором матче случилось первое поражение (0:1 от бакинского «Темпа»), а в четвёртом матче пришла первая победа, причём сразу крупная: 3:0 над харьковским «Спартаком». Это был первый в сезоне матч «Трактора», который судил арбитр из нейтрального города, а не местный.
После четырёх матчей «Трактор» находился на 13 месте в таблице. Александр Пономарёв забил во всех трёх матчах, в которых выходил на поле.

#### Первый домашний матч. Победа над «Зенитом»
Игра проходила при сильнейшем ветре, в первом тайме сносившем мяч в сторону ворот «Трактора». Первый гол на 15-й минуте ленинградец Евгений Одинцов забил с помощью ветра непосредственно с углового. Через 7 минут Александр Пономарёв сравнял счёт, в сутолоке расстреляв ворота «Зенита» с близкого расстояния.
В конце первого тайма сталинградский арбитр Павел Мальцев назначил пенальти в ворота земляков, но Аркадий Усов поймал мяч в углу, как и в предыдущем матче с харьковским «Спартаком».
Начало второй половины «Трактор» провёл в непрерывных атаках, ветер дул уже в сторону «Зенита». Но на 51-й минуте ленинградцы забили в быстром прорыве (1:2).
«Трактор» продолжал атаковать, и в середине тайма забил трижды в течение пяти минут. Сначала Александр Пономарёв отличился с пенальти, на который «Зенит» после матча подал протест. Газета «Красный спорт» спрашивала в отчёте о матче: «Когда же, наконец, окончатся безобразия с судейством?». Затем Георгий Шляпин повторил трюк «Зенита» из первого тайма, забив прямым ударом с углового. Наконец, после штрафного Василий Проворнов с лёта добил мяч, отскочивший от ленинградского защитника (4:2).
«Зенит» не сдался, и всего через минуту сократил разрыв. Из оставшихся 18 минут ленинградцы большую часть провели в меньшинстве, нападающий Чекрыжев был удалён за нецензурную брань.
«Отрадно отметить, что Сталинград имеет молодую первоклассную команду, у которой к тому же имеются большие перспективы роста», — так оценила матч «Сталинградская правда». А «Красный спорт» отметил «очень плохое состояние поля».

#### Июнь-сентябрь. Выход на третье место
Шестой и седьмой матч «Трактор» провёл в Москве, проиграв «Пищевику» 0:1 (в начале второго тайма были удалены Проворнов и Матвеев) и выиграв у «Локомотива» 3:2, дважды проигрывая по ходу встречи. В первых 12 матчах «Трактор» вообще только трижды открывал счёт, но зато 10 раз его сравнивал и ни разу не позволил сделать это сопернику.
На отрезке с 8-го по 11-й матч «Трактор» проиграл 3 матча из 4. Трижды в стартовом составе отсутствовал ключевой защитник Виктор Матвеев. По оценке заводской многотиражки, команда в это время выглядела «вяло и неуверенно». Тренер Юрий Ходотов экспериментировал с составом и расположением игроков на поле. Роль лидера в отдельных матчах исполнял Сергей Проценко.
В 12-м матче в Киеве против местного «Динамо» сталинградцы снова показали характер, трижды отыгравшись и вырвав ничью. Это была третья и последняя в сезоне ничья, «Трактор» оказался одной из самых бескомпромиссных команд чемпионата.
В 13-м матче началась феерическая серия из шести побед подряд, причём первые четыре были крупные, с общим счётом 20:4, а затем были обыграны сильные московские команды: «Торпедо» и чемпионы 1937 года «Динамо». Александр Пономарёв в этих матчах забил 10 мячей (всего с начала чемпионата 18), Проценко — 8.
Отдельным достижением Александра Пономарёва стали три подряд хет-трика. Динамовцам из Ростова он забил 3 гола за 4 минуты — второй по скорострельности результат в истории чемпионатов СССР. После этого матча Пономарёв был переведён с позиции полукрайнего нападающего в центрфорварды. Хет-трик московскому «Сталинцу» он уложил в 40 минут, а харьковскому «Сельмашу» — в 11.
В матче против московского «Динамо» сталинградцы традиционно пропустили первыми, но в четвёртый раз за сезон одержали волевую победу, поднявшись за 7 матчей до конца на третье место в чемпионате.

#### Финиш чемпионата. Потеря позиций
После победы над чемпионом игра «Трактора» расстроилась, Александр Пономарёв забил в заключительных матчах лишь дважды. Повторилась история сезона 1937, когда «Трактор» после серии крупных побед сдал на финише, утратив мотивацию.
Из семи последних матчей «Трактор» проиграл пять. В игре против ленинградского «Электрика» сталинградцы впервые после сезона 1936 проиграли с крупным счётом, да ещё и самым разгромным на тот момент в истории клуба (0:6). Затем последовали крупные поражения от московских «Спартака» и «Металлурга».
Два матча «Трактор» выиграл у сильных динамовских клубов Ленинграда и Тбилиси. В ходе сезона «Трактор» победил все команды, занявшие в итоговой таблице места с 5-го по 9-е, и получил бы 9-е место, если бы после неприбытия на матч в Сталинград одесского «Динамо» «Трактору» была засчитана победа. Но сталинградский клуб проявил джентльменство и согласился сыграть против Одессы в другие сроки.
Матч с одесским «Динамо» стал последним в сезоне для «Трактора», а поражение со счётом 2:4 отбросило клуб на итоговое 12-е место. Впоследствии стало известно, что на сезон 1939 в группе «А» чемпионата СССР остаются именно 12 команд, таким образом «Трактор» защитил своё право продолжать выступления в главном дивизионе советского футбола.

### Отсутствие футболистов «Трактора» в списке «55 лучших»
По итогам чемпионата Секция футбола СССР составила список 55 лучших футболистов, по 5 на каждую игровую позицию. Среди лауреатов были спортсмены 15 команд, но ни одного из «Трактора».
Трудно объяснить объективными критериями отсутствие в списке нападающих Александра Пономарёва (с 19 забитыми голами вошёл в первую тройку бомбардиров) и Сергея Проценко (13 голов). На позиции левого полусреднего, где Проценко выступал чаще всего, список замыкают футболисты с 8 и 7 голами соответственно. А на позиции правого полусреднего, где начинал сезон Пономарёв, номинирован спортсмен, сыгравший 6 матчей и забивший лишь дважды.
Не был включён в список и ещё один из тройки главных бомбардиров чемпионата, футболист киевского «Динамо» Макар Гончаренко.

### Спор о лучших бомбардирах чемпионата
Учёт результатов чемпионата 1938 года не всегда вёлся надлежащим образом, и некоторые цифры оспариваются спустя десятилетия.
Долгое время считалось, что 3 футболиста забили в чемпионате по 19 мячей: Александр Пономарёв из «Трактора», Макар Гончаренко из «Динамо» (Киев) и Григорий Федотов из ЦДКА (Москва). Двум последним теперь в некоторых источниках приписывают на один гол больше.
Путаница с показателем Гончаренко возникает из-за спорного гола в матче «Динамо» (Киев) — «Спартак» (Ленинград). Даже очевидцы расходились во мнениях, направил ли его в ворота Гончаренко или собственный защитник ленинградской команды, но арбитр матча определил автогол.
Григорию Федотову иногда добавляют в послужной список гол, забитый в аннулированном матче с «Локомотивом» (Тбилиси). При этом 2 гола, которые Федотов провёл в переигровке, уже учтены в числе 19-ти.
Свои 19 мячей Александр Пономарёв оформил в 21 матче, Григорий Федотов сыграл в чемпионате 22 матча (не считая аннулированного), Макар Гончаренко — 24.

## Тактическая схема и расстановка игроков
С приходом Юрия Ходотова, команда перестроилась на схему 3-2-5 («дубль-вэ»). Ходотов говорил:
Футболисты «Трактора» довольно скоро поняли все выгоды этой перестройки. А было нелегко. Пришлось отказываться от привычных мелких поперечных передач, частого отыгрыша мяча назад, то есть от всего, что снижало темп игры. Защитники чаще стали пользоваться продольными и диагональными передачами за спину защитников соперников. В ходе матчей нам удавалось задавать и поддерживать оптимально высокий темп, мяч долго не задерживался у игроков, вся команда находилась в движении. Не все соперники выдерживали темп «Трактора».
Вратарь Усов — техничный, с хорошей реакцией и отличным выбором места, успешно играл на выходах и всегда стремился к активным действиям как в штрафной площади, так и за её пределами.
Учитывая специфику «дубль-вэ», Ходотов сделал некоторые перестановки. Иванов, привыкший быть агрессивным центрхавбеком, быстро перестроился и выдвинулся в число сильнейших центральных защитников страны. Иванов — прекрасный атлет, высокий, стройный, сильный, он был в команде «королём воздуха». Его умение бороться за верховые передачи с нападающими противника перед воротами было очень ценным, в те годы большинство крайних нападающих систематически делали навесные передачи с флангов в центр штрафной площади. Кроме того, Иванов, как никто другой, умел длинными нацеленными передачами послать мяч из своей зоны на фланги, на ход своим крайним нападающим.
Крайний защитник Тяжлов — среднего роста, не особо быстрый, но умевший правильно выбирать позицию, отличался тем, что абсолютно не поддавался на обманные движения и прочие ухищрения соперников.
Полусредний Проворнов был очень сильным инсайдом, прекрасно подошедшим к схеме «дубль-вэ». Другой полусредний — Терентьев был менее заметен, но необходим. В районе средней линии поля он трудился как пчела. Два физически крепких и выносливых парня играли в полузащите — Рудин и Покровский. Недостатки в технике владения мячом они с избытком компенсировали работоспособностью, дисциплинированностью, цепкостью в отборе и внимательностью. Оба были сыграны с нападающими. Благодаря взаимопониманию хавбеков и полусредних, чаще всего серединой поля, а следовательно, и инициативой, владели волжане. Нередко выступал за основной состав в средней линии и Колесников.
«Трактор» располагал двумя сильными крайними нападающими — Проценко и Ливенцевым. Первый из них — быстрый, пронырливый, был очень результативен, второй славился остроумием и в жизни, и на поле — хитрый, техничный, любил запутать защитников.
Но главная перестановка — рокировка Проворнова и Пономарёва. Проворнов, игравший на месте центрфорварда, стал первым инсайдом. Ему поначалу казалось, что его права ущемляются, но тренер доказал ему, что именно в зоне полусреднего лучше всего проявятся его технические и тактические возможности.

## Форма
Основная форма: футболки голубые с белой и тёмно-синей поперечной полосами и белыми воротниками, трусы белые с синей каймой.

## Состав
| Игрок               | Год рождения | Бывший клуб              |         |         |         |
| Вратари             | Вратари      | Вратари                  | Вратари | Вратари | Вратари |
| ------------------- | ------------ | ------------------------ | ------- | ------- | ------- |
| Анатолий Копылов    | 1915         |                          |         |         |         |
| Аркадий Усов        | 1914         |                          |         |         |         |
| Защитники           |              |                          |         |         |         |
| Георгий Иванов      | 1912         |                          |         |         |         |
| Лев Кабов           | 1913         |                          |         |         |         |
| Виктор Матвеев      | 1915         | «Металлург» (Сталинград) |         |         |         |
| Иван Тяжлов         | 1910         | «Машзавод» (Горловка)    |         |         |         |
| Полузащитники       |              |                          |         |         |         |
| Сергей Колесников   | 1907         | «Динамо» (Сталинград)    |         |         |         |
| Александр Моисеев   | 1914         |                          |         |         |         |
| Николай Покровский  | 1911         | «Динамо» (Сталинград)    |         |         |         |
| Александр Рудин     | 1914         | «Металлург» (Сталинград) |         |         |         |
| Нападающие          |              |                          |         |         |         |
| Алексей Киреев      | 1912         | «Металлург» (Сталинград) |         |         |         |
| Валентин Ливенцев   | 1914         | «Спартак» (Москва)       |         |         |         |
| Александр Пономарёв | 1918         | «Спартак» (Харьков)      |         |         |         |
| Василий Проворнов   | 1915         | «Сталинец» (Москва)      |         |         |         |
| Сергей Проценко     | 1912         | «Металлург» (Сталинград) |         |         |         |
| Александр Сапронов  | 1915         |                          |         |         |         |
| Борис Терентьев     | 1906         | «Стахановец» (Сталино)   |         |         |         |
| Георгий Шляпин      | 1911         | «Динамо» (Сталинград)    |         |         |         |

Старший тренер: Юрий Ходотов.

## Трансферы
| Позиция | Игрок              | Клуб                     |
| ------- | ------------------ | ------------------------ |
| Вр      | Юрий Ходотов       | ГЦОЛИФК (Москва)         |
| Защ     | Виктор Матвеев     | «Металлург» (Сталинград) |
| ПЗ      | Александр Моисеев  |                          |
| ПЗ      | Александр Рудин    | «Металлург» (Сталинград) |
| Нап     | Алексей Киреев     | «Металлург» (Сталинград) |
| Нап     | Сергей Проценко    | «Металлург» (Сталинград) |
| Нап     | Александр Сапронов |                          |

| Позиция | Игрок              | Клуб             |
| ------- | ------------------ | ---------------- |
| Вр      | Юрий Ходотов       | завершил карьеру |
| Защ     | Фёдор Клочков      |                  |
| ПЗ      | Иван Пичугин       |                  |
| Нап     | Василий Инжеваткин |                  |
| Нап     | Александр Воеводин |                  |

## Матчи
− Победа
 − Ничья
 − Поражение

### Товарищеские матчи
| 1938 Предсезонный | «Трактор» | 1:1 | «Сталинец» (Москва) | Евпатория |

| 1938-08-18 | «Трактор» | –:– | «Динамо» (Сталинград) | Сталинград       |
|            |           |     |                       | Стадион: Трактор |

### Чемпионат СССР
| 1938-05-13 1 матч | «Локомотив» (Тбилиси)  | 1:1      | «Трактор»                   | Тбилиси                                                    |
| | 1:1 Георгий Жданов 53′ | Протокол | 0:1 Александр Пономарёв 40′ | Стадион: Динамо Зрителей: 10 000 Судья: А.Иосава (Тбилиси) |
| «Локомотив» (Тбилиси): Шудра, Воронов, Ш.Чхатарашвили, Рамишвили, Н.Чхатарашвили, Гвинишвили, Жданов, Читая, Чередниченко, Сихарулидзе, Болотин (Акопов, 46). «Трактор»: Усов, Тяжлов, Матвеев, Рудин, Иванов, Покровский, Киреев, Пономарёв, Проворнов, Шляпин, Терентьев. |                        |          |                             |                                                            |

| 1938-05-17 2 матч | «Темп» (Баку)                                   | 2:0      | «Трактор» | Баку                                                     |
| | 1:0 Георгий Беляев 17′ · 2:0 Георгий Беляев 48′ | Протокол |           | Стадион: Динамо Зрителей: 10 000 Судья: А.Елисеев (Баку) |
| «Темп» (Баку): Макагонов, Кузнецов, Микаэлян, Нифонтов, Петросян, Гудков, Беляев, Маркаров, Степанов (Ханаферов), Амирджанов, Саркисов. «Трактор»: Усов, Тяжлов, Матвеев, Иванов, Рудин, Покровский, Киреев, Шляпин, Пономарёв, Проценко, Терентьев. |                                                 |          |           |                                                          |

| 1938-05-23 3 матч | «Стахановец» (Сталино)                                  | 2:2      | «Трактор»                                              | Сталино                                                              |
| | 1:0 Григорий Балаба 2′ · 2:1 Василий Сидоров 54′ (пен.) | Протокол | 1:1 Василий Проворнов 6′ · 2:2 Александр Пономарёв 77′ | Стадион: Стахановец Зрителей: 7000 Судья: Михаил Навольнев (Сталино) |
| «Стахановец» (Сталино): Воробьёв, Бикезин, Мазанов, Смагин, Кузнецов, Прийменко, Балаба, Сидоров, Кононенко, Васин, Несмеха (Акопянц). «Трактор»: Усов, Тяжлов, Матвеев, Иванов, Рудин, Покровский, Проворнов, Киреев, Пономарёв, Проценко, Терентьев. |                                                         |          |                                                        |                                                                      |

| 1938-05-29 4 матч | «Спартак» (Харьков) | 0:3      | «Трактор»                                                                                | Харьков                                                        |
| |                     | Протокол | 0:1 Валентин Ливенцев 8′ · 0:2 Дмитрий Кириллов 47′ (авт.) · 0:3 Александр Пономарёв 69′ | Стадион: Зенит Зрителей: 12 000 Судья: Михаил Сельцов (Москва) |
| «Спартак» (Харьков): Девляшов, Кириллов, Привалов, Харламов, Шведов, Милов, Куликов (И.Серов), А.Серов, Гусаров, Терещенко, Гуркин. · «Трактор»: Усов, Тяжлов, Матвеев, Иванов, Рудин, Покровский, Ливенцев, Проворнов, Пономарёв, Шляпин, Терентьев. · Нереализованный пенальти: Иван Привалов (16', вратарь). |                     |          |                                                                                          |                                                                |

| 1938-06-2 5 матч | «Трактор» | 4:3      | «Зенит» (Ленинград)                                                        | Сталинград                                                        |
| | 1:1 Александр Пономарёв 22′ · 2:2 Александр Пономарёв 66′ (пен.) · 3:2 Георгий Шляпин 68′ · 4:2 Василий Проворнов 71′ | Протокол | 0:1 Евгений Одинцов 15′ · 1:2 Василий Гоцалюк 51′ · 4:3 Сергей Валькер 72′ | Стадион: Трактор Зрителей: 6000 Судья: Павел Мальцев (Сталинград) |
| «Трактор»: Усов, Тяжлов, Матвеев, Иванов, Рудин, Покровский, Ливенцев, Проворнов, Пономарёв, Шляпин, Терентьев (Проценко). · «Зенит» (Ленинград): Добрынин, Козловский, Аверин, Никонов, Фесенко, Чекрыжев, Головня, Одинцов, Зубарев, Крылов (Гоцалюк), Валькер. · Чекрыжев (77'). · Нереализованный пенальти: Сергей Крылов (40', вратарь). | |          |                                                                            |                                                                   |

| 1938-06-7 6 матч | «Пищевик» (Москва)     | 1:0      | «Трактор» | Москва                                                               |
| | 1:0 Виктор Хомутов 40′ | Протокол |           | Стадион: Сталинец Зрителей: 6000 Судья: Анатолий Иконников (Горький) |
| «Пищевик» (Москва): Рыжов, Крючков, Дынин, Рытов (Глазов), Пучков, Савин, Хомутов, Алексеев, Наумов, Гарников, Сизов. · «Трактор»: Усов, Тяжлов, Иванов, Моисеев, Рудин, Покровский, Ливенцев, Проворнов, Пономарёв, Шляпин, Проценко. · Проворнов (50'), Моисеев (58'). |                        |          |           |                                                                      |

| 1938-06-10 7 матч | «Локомотив» (Москва)                                 | 2:3      | «Трактор»                                                                          | Москва                                                    |
| | 1:2 Виктор Матвеев 50′ (авт.) · 2:3 Михаил Жуков 88′ | Протокол | 0:1 Александр Пономарёв 32′ · 0:2 Георгий Шляпин 42′ · 1:3 Александр Пономарёв 86′ | Стадион: Сталинец Зрителей: 8000 Судья: Л.Ордин (Харьков) |
| «Локомотив» (Москва): Разумовский, Андреев, Гвоздков, Ильин, Мошкаркин, Стрелков (Новиков), Сердюков, Лавров, Жуков, Огурцов, Чукляев. «Трактор»: Усов, Тяжлов, Матвеев, Иванов, Терентьев, Покровский, Ливенцев, Проворнов, Пономарёв, Шляпин, Проценко. |                                                      |          |                                                                                    |                                                           |

| 1938-06-24 8 матч | «Трактор» | 0:1      | ЦДКА (Москва)            | Сталинград                                              |
| |           | Протокол | 0:1 Владимир Шлычков 73′ | Стадион: Трактор Зрителей: 7000 Судья: С.Бабак (Москва) |
| «Трактор»: Усов, Тяжлов, Матвеев, Иванов, Рудин, Покровский, Ливенцев, Колесников, Пономарёв, Моисеев, Проценко. ЦДКА (Москва): Веневцев, Лясковский, Базовой, Зенкин, Малинин, Никишин, М.Киреев, Протасов, Щербатенко, Орехов, Шлычков. На замену выходил: Данилевский. |           |          |                          |                                                         |

| 1938-06-30 9 матч | «Трактор»                 | 1:2      | «Сталинец» (Ленинград)                       | Сталинград                                               |
| | 1:1 Василий Проворнов 30′ | Протокол | 0:1 Алексей Ларионов 2′ · 1:2 Борис Ивин 75′ | Стадион: Трактор Зрителей: 6000 Судья: В.Бычков (Москва) |
| «Трактор»: Усов, Тяжлов, Кабов, Колесников, Моисеев, Рудин, Киреев, Пономарёв, Проворнов, Шляпин, Проценко. «Сталинец» (Ленинград): Грищенко (Ар.Ларионов), Медведев, Мишук, Барышев, Ивин, Зябликов, Ласин, Савин, Ал.Ларионов, Таланов, Гусев. |                           |          |                                              |                                                          |

| 1938-07-6 10 матч | «Трактор»                                         | 2:0      | «Спартак» (Ленинград) | Сталинград                                                  |
| | 1:0 Сергей Проценко 30′ · 2:0 Сергей Проценко 35′ | Протокол |                       | Стадион: Трактор Зрителей: 5000 Судья: Р.Гофман (Ленинград) |
| «Трактор»: Усов, Ливенцев, Тяжлов, Колесников, Г.Иванов, Рудин, Киреев, Проценко, Проворнов, Шляпин, Терентьев. «Спартак» (Ленинград): Хитров, Данилюк, В.Иванов, Телегин, Горбачёв, Буднев, Баруздин, Мурашёв, Шелагин, Ярцев, Кусков. |                                                   |          |                       |                                                             |

| 1938-07-17 11 матч | «Локомотив» (Киев)                                                              | 3:2      | «Трактор»                                         | Киев                                                    |
| | 1:0 Константин Авраменко 2′ · 2:0 Александр Шацкий 3′ · 3:1 Николай Балакин 50′ | Протокол | 2:1 Александр Рудин 49′ · 3:2 Сергей Проценко 60′ | Стадион: Динамо Зрителей: 8000 Судья: В.Бычков (Москва) |
| «Локомотив» (Киев): Потапов, Саблин, Сухарев, В.Балакин, Радзивинович, Филиппович, Галкин, Н.Балакин, Авраменко, Кузьменко, Шацкий. «Трактор»: Усов, Ливенцев, Кабов (Матвеев), Иванов, Рудин, Колесников, Киреев, Проворнов, Пономарёв, Шляпин, Проценко. |                                                                                 |          |                                                   |                                                         |

| 1938-07-21 12 матч | «Динамо» (Киев)                                                             | 3:3      | «Трактор»                                                                                    | Киев                                                           |
| | 1:0 Макар Гончаренко 3′ · 2:2 Макар Гончаренко 25′ · 3:2 Иван Кузьменко 74′ | Протокол | 1:1 Алексей Клименко 19′ (авт.) · 1:2 Валентин Ливенцев 22′ (пен.) · 3:3 Александр Рудин 80′ | Стадион: Динамо Зрителей: 10 000 Судья: А.Михайлов (Ленинград) |
| «Динамо» (Киев): Идзковский, Махиня, Клименко, Гребер, Лифшиц, Кузьменко, Гончаренко, Шиловский, Лайко, Щегодский Калач (Коротких). «Трактор»: Усов, Ливенцев, Матвеев, Моисеев, Рудин, Колесников, Киреев, Проворнов, Пономарёв, Шляпин, Проценко. |                                                                             |          |                                                                                              |                                                                |

| 1938-07-30 13 матч | «Трактор» | 4:0      | «Динамо» (Ростов-на-Дону) | Сталинград                                                       |
| | 1:0 Александр Пономарёв 8′ · 2:0 Александр Пономарёв 9′ · 3:0 Александр Пономарёв 13′ · 4:0 Сергей Проценко 25′ | Протокол |                           | Стадион: Трактор Зрителей: 10 000 Судья: П.Евдокимов (Ленинград) |
| «Трактор»: Копылов, Тяжлов, Матвеев, Моисеев, Рудин, Колесников, Ливенцев, Проворнов, Пономарёв, Проценко, Шляпин. «Динамо» (Ростов-на-Дону): Боженко, Коломацкий, Трейнис, Кузнецов, Водопьянов, Григорьев, Рудов, Макаров, Бехтенев (Зайцев), Карнаруков, Бибко. | |          |                           |                                                                  |

| 1938-08-23 14 матч | «Трактор» | 6:2      | «Буревестник» (Москва)                   | Сталинград                                                             |
| | 1:1 Сергей Проценко 14′ · 2:2 Георгий Шляпин 27′ · 3:2 Василий Проворнов 32′ · 4:2 Сергей Проценко 50′ · 5:2 Валентин Ливенцев 60′ (пен.) · 6:2 Валентин Ливенцев 86′ | Протокол | 0:1 Зайцев 1′ · 1:2 Владимир Соколов 21′ | Стадион: Трактор Зрителей: 5000 Судья: Александр Тавельский (Куйбышев) |
| «Трактор»: Копылов, Тяжлов, Матвеев, Моисеев, Рудин, Колесников, Ливенцев, Проворнов, Пономарёв, Проценко, Шляпин. «Буревестник» (Москва): Мишин, Мельников, Баранов, Н.Горбунов, М.Горбунов, Капитонов, Жарков, Стриганов, Зайцев, Соколов, Анисимов. | |          |                                          |                                                                        |

| 1938-08-30 15 матч | «Трактор» | 4:0      | «Сталинец» (Москва) | Сталинград                                                    |
| | 1:0 Александр Пономарёв 10′ · 2:0 Александр Пономарёв 45′ · 3:0 Александр Пономарёв 51′ · 2:0 Борис Терентьев 53′ | Протокол |                     | Стадион: Трактор Зрителей: 10 000 Судья: П.Ванин (Сталинград) |
| «Трактор»: Усов, Тяжлов, Матвеев, Моисеев, Рудин, Колесников, Ливенцев (Киреев), Терентьев, Пономарёв, Проценко, Шляпин. «Сталинец» (Москва): Ефимов, Карелин, Антоневич, Соколов, Козлов, Зильберштейн, Шумов (Торопченко), С.Иванов, Кожин, Москвин, Богданов. | |          |                     |                                                               |

| 1938-09-3 16 матч | «Трактор» | 6:2      | «Сельмаш» (Харьков)                               | Сталинград                                                   |
| | 1:0 Сергей Проценко 22′ · 2:0 Сергей Проценко 35′ · 3:2 Борис Терентьев 70′ · 4:2 Александр Пономарёв 75′ · 5:2 Александр Пономарёв 79′ (пен.) · 6:2 Александр Пономарёв 86′ | Протокол | 2:1 Иван Голубов 47′ · 2:2 Александр Тимченко 52′ | Стадион: Трактор Зрителей: 5000 Судья: В.Быстров (Ленинград) |
| «Трактор»: Усов, Тяжлов, Матвеев, Моисеев (Шляпин), Рудин, Колесников, Ливенцев, Проворнов, Пономарёв, Проценко, Терентьев. «Сельмаш» (Харьков): Стеценко, Заднепровский (Педоренко), Башкарев, Львов, Копейко, Тимченко, Лукьяненко, Горохов, Голубов, Грабарев, Моргунов. | |          |                                                   |                                                              |

| 1938-09-12 17 матч | «Трактор»                                         | 2:1      | «Торпедо» (Москва)    | Сталинград                                                          |
| | 1:0 Сергей Проценко 43′ · 2:1 Сергей Проценко 69′ | Протокол | 1:1 Виктор Маслов 62′ | Стадион: Трактор Зрителей: 15 000 Судья: Вячеслав Моргунов (Москва) |
| «Трактор»: Усов, Тяжлов, Матвеев, Рудин (Шляпин), Иванов, Колесников, Ливенцев, Моисеев, Пономарёв, Проценко, Терентьев. «Торпедо» (Москва): Кочетов, Поляков, Орлов, Коробко, Кочетков, Маслов, Каричев, Рязанцев, Синяков, Чолокян, Емельянов. |                                                   |          |                       |                                                                     |

| 1938-09-15 18 матч | «Трактор»                                                                                | 3:2      | «Динамо» (Москва)                                  | Сталинград                                                        |
| | 1:1 Александр Пономарёв 25′ (пен.) · 2:1 Валентин Ливенцев 55′ · 3:1 Сергей Проценко 65′ | Протокол | 0:1 Сергей Ильин 20′ (пен.) · 3:2 Сергей Ильин 76′ | Стадион: Трактор Зрителей: 20 000 Судья: В.Сыромятников (Харьков) |
| «Трактор»: Усов, Тяжлов, Матвеев, Колесников, Покровский, Рудин, Ливенцев, Шляпин, Пономарёв, Проценко, Терентьев. «Динамо» (Москва): Фокин, Радикорский, Синицын, Лапшин, Забелин, Елисеев, Семичастный, Гринин, Якушин, Поставнин, Ильин. |                                                                                          |          |                                                    |                                                                   |

| 1938-09-24 19 матч | «Крылья Советов» (Москва) | 1:0      | «Трактор» | Москва                                                           |
| | 1:0 Матвей Енушков 26′    | Протокол |           | Стадион: Локомотив Зрителей: 10 000 Судья: С.Романенко (Харьков) |
| «Крылья Советов» (Москва): Назаретов, Ананьев, Чернов, Михайлов, А.Ржевцев, Ильичев, Никифоров, Карасёв, Наумов, Волков, Енушков. · «Трактор»: Усов, Тяжлов, Матвеев, Иванов, Рудин, Покровский, Ливенцев, Проворнов, Пономарёв, Проценко, Терентьев. · Наумов (86'). |                           |          |           |                                                                  |

| 1938-09-28 20 матч | «Электрик» (Ленинград) | 6:0      | «Трактор» | Ленинград                                                              |
| | 1:0 Павел Артемьев 16′ · 2:0 Анатолий Гусев 23′ · 3:0 Анатолий Гусев 35′ · 4:0 Пётр Карась 38′ · 5:0 Иван Смирнов 85′ · 6:0 Иван Смирнов 87′ | Протокол |           | Стадион: им. В.И.Ленина Зрителей: 6000 Судья: Владимир Щербов (Москва) |
| «Электрик» (Ленинград): Набутов, Топталов, Дубин, Бодров, Николаев, Яблочкин, Карась, Артемьев, Фёдоров (Смирнов), Гусев, Лотков. «Трактор»: Копылов, Тяжлов, Матвеев, Иванов, Колесников, Покровский, Ливенцев (Проворнов), Шляпин, Пономарёв, Терентьев, Проценко. | |          |           |                                                                        |

| 1938-10-1 21 матч | «Динамо» (Ленинград) | 1:2      | «Трактор»                                         | Ленинград                                                         |
| | 1:1 Аркадий Алов 73′ | Протокол | 0:1 Сергей Проценко 70′ · 1:2 Сергей Проценко 86′ | Стадион: им. В.И.Ленина Зрителей: 20 000 Судья: В.Бычков (Москва) |
| «Динамо» (Ленинград): Кузьминский, Киселёв, Вик.Фёдоров, Егоров, Вал.Фёдоров, Кузьмин, Александров, П.Дементьев, Алов, Н.Дементьев (А.Фёдоров), Барышев. «Трактор»: Усов, Ливенцев, Матвеев, Рудин, Иванов, Покровский, Колесников, Проценко, Пономарёв, Терентьев, Шляпин. |                      |          |                                                   |                                                                   |

| 1938-10-5 22 матч | «Спартак» (Москва) | 5:1      | «Трактор»                 | Москва                                                           |
| | 1:0 Павел Корнилов 18′ · 2:0 Павел Корнилов 25′ · 3:1 Владимир Степанов 52′ · 4:1 Алексей Соколов 60′ · 5:1 Алексей Соколов 68′ | Протокол | 2:1 Василий Проворнов 44′ | Стадион: Динамо Зрителей: 18 000 Судья: Николай Усов (Ленинград) |
| «Спартак» (Москва): Жмельков, Вик.Соколов, Вас.Соколов, Тучков, Анд.Старостин, Артемьев, Глазков, В.Степанов, Семёнов, А.Соколов, Корнилов. «Трактор»: Усов, Тяжлов, Матвеев, Иванов, Рудин, Покровский, Проворнов, Пономарёв, Проценко, Шляпин, Ливенцев. | |          |                           |                                                                  |

| 1938-10-9 23 матч | «Металлург» (Москва)                                                   | 3:0      | «Трактор» | Москва                                                        |
| | 1:0 Вадим Потапов 16′ · 2:0 Алексей Зайцев 30′ · 3:0 Иван Митронов 89′ | Протокол |           | Стадион: Динамо Зрителей: 10 000 Судья: В.Быстров (Ленинград) |
| «Металлург» (Москва): Набоков, Палыска, Алякринский, Комаров, Сиземов, Кудрявцев, Потапов, Митронов, Капелькин, Кузин (А.Зайцев), Папков. «Трактор»: Усов, Тяжлов, Матвеев, Иванов, Рудин, Покровский, Ливенцев, Проворнов, Пономарёв, Проценко, Терентьев. |                                                                        |          |           |                                                               |

| 1938-10-20 24 матч | «Трактор»                                             | 2:1      | «Динамо» (Тбилиси)      | Сталинград                                                   |
| | 1:1 Александр Пономарёв 25′ · 2:1 Борис Терентьев 71′ | Протокол | 0:1 Виктор Бережной 20′ | Стадион: Трактор Зрителей: 8000 Судья: В.Бутусов (Ленинград) |
| «Трактор»: Копылов, Тяжлов, Матвеев, Иванов, Рудин, Покровский, Ливенцев, Сапронов, Пономарёв, Проценко, Терентьев. «Динамо» (Тбилиси): Ткебучава, Шавгулидзе, Николайшвили, Джорбенадзе, Фролов, Гагуа, Джеджелава, М.Бердзенишвили, Пайчадзе, Бережной, Сомов. |                                                       |          |                         |                                                              |

| 1938-11-3 25 матч | «Трактор»                                            | 2:4      | «Динамо» (Одесса)                                                                                | Сталинград                                                    |
| | 1:0 Александр Пономарёв 10′ · 2:3 Георгий Шляпин 67′ | Протокол | 1:1 Леонид Орехов 12′ · 1:2 Владимир Онищенко 25′ · 1:3 Марк Гичкин 55′ · 2:4 Иван Борисевич 77′ | Стадион: Трактор Зрителей: 8000 Судья: А. Иконников (Горький) |
| «Трактор»: Копылов, Тяжлов, Матвеев, Иванов, Терентьев, Покровский, Ливенцев, Проворнов, Пономарёв, Проценко, Шляпин. «Динамо» (Одесса): Пиньков, Хижников, Токарь, Малхасов, Брагин, Г.Борисевич, Гичкин, Ильяшов, Орехов, Онищенко, И.Борисевич. |                                                      |          |                                                                                                  |                                                               |

### Кубок СССР
| 1938-08-5 1/32 финала | «Темп» (Баку) | (+:−) | «Трактор» | Баку            |
|                       |               |       |           | Стадион: Динамо |

### Приз городского совета Сталинграда
| 1938-11-8 Финал                                   | «Трактор»                                                                  | 3:0 | «Зенит» | Сталинград      |
|                                                   | 1:0 Василий Проворнов 36′ · 2:0 Георгий Шляпин 39′ · 3:0 Василий Проворнов |     |         | Стадион: Динамо |
| «Трактор»: Усов, Ливенцев, Шляпин, Проворнов, ... |                                                                            |     |         |                 |

## Статистика

### Индивидуальная

#### Матчи и голы
| №. | Нац.      | Позиция | Игрок               | Всего | Всего | Чемпионат СССР | Чемпионат СССР | Кубок СССР | Кубок СССР |
| №. | Нац.      | Позиция | Игрок               | Игры  | Голы  | Игры           | Голы           | Игры       | Голы       |
| -- | --------- | ------- | ------------------- | ----- | ----- | -------------- | -------------- | ---------- | ---------- |
|    | Флаг СССР | Вр      | Аркадий Усов        | 20    | -35   | 20             | -35            | 0          | 0          |
|    | Флаг СССР | Вр      | Анатолий Копылов    | 5     | -13   | 5              | -13            | 0          | 0          |
|    | Флаг СССР | Защ     | Иван Тяжлов         | 22    | 0     | 22             | 0              | 0          | 0          |
|    | Флаг СССР | Защ     | Виктор Матвеев      | 22    | 0     | 22             | 0              | 0          | 0          |
|    | Флаг СССР | Защ     | Георгий Иванов      | 18    | 0     | 18             | 0              | 0          | 0          |
|    | Флаг СССР | Защ     | Лев Кабов           | 2     | 0     | 2              | 0              | 0          | 0          |
|    | Флаг СССР | ПЗ      | Александр Рудин     | 22    | 2     | 22             | 2              | 0          | 0          |
|    | Флаг СССР | ПЗ      | Николай Покровский  | 16    | 0     | 16             | 0              | 0          | 0          |
|    | Флаг СССР | ПЗ      | Сергей Колесников   | 13    | 0     | 13             | 0              | 0          | 0          |
|    | Флаг СССР | ПЗ      | Александр Моисеев   | 9     | 0     | 9              | 0              | 0          | 0          |
|    | Флаг СССР | Нап     | Александр Пономарёв | 24    | 19    | 24             | 19             | 0          | 0          |
|    | Флаг СССР | Нап     | Сергей Проценко     | 23    | 13    | 23             | 13             | 0          | 0          |
|    | Флаг СССР | Нап     | Валентин Ливенцев   | 21    | 5     | 21             | 5              | 0          | 0          |
|    | Флаг СССР | Нап     | Георгий Шляпин      | 20    | 4     | 20             | 4              | 0          | 0          |
|    | Флаг СССР | Нап     | Василий Проворнов   | 18    | 5     | 18             | 5              | 0          | 0          |
|    | Флаг СССР | Нап     | Борис Терентьев     | 17    | 3     | 17             | 3              | 0          | 0          |
|    | Флаг СССР | Нап     | Алексей Киреев      | 8     | 0     | 8              | 0              | 0          | 0          |
|    | Флаг СССР | Нап     | Александр Сапронов  | 1     | 0     | 1              | 0              | 0          | 0          |

#### Бомбардиры
| Имя                 | Чемпионат СССР | Кубок СССР | Всего |
| ------------------- | -------------- | ---------- | ----- |
| Александр Пономарёв | 19             | 0          | 19    |
| Сергей Проценко     | 13             | 0          | 13    |
| Валентин Ливенцев   | 5              | 0          | 5     |
| Василий Проворнов   | 5              | 0          | 5     |
| Георгий Шляпин      | 4              | 0          | 4     |
| Борис Терентьев     | 3              | 0          | 3     |
| Александр Рудин     | 2              | 0          | 2     |
| Автоголы соперника  | 2              | 0          | 2     |
| Итого               | 53             | 0          | 53    |

#### «Сухие» матчи
| Имя              | Чемпионат СССР | Кубок СССР | Всего |
| ---------------- | -------------- | ---------- | ----- |
| Аркадий Усов     | 3              | 0          | 3     |
| Анатолий Копылов | 1              | 0          | 1     |
| Итого            | 4              | 0          | 4     |

Примечание: в данной таблице учитываются только полные матчи (без замен), в которых вратарь не пропустил голов.

### Командная

#### Турнирная таблица
| М  | Клуб                      | И  | В  | Н  | П  | М     | ±М  | О  |
| -- | ------------------------- | -- | -- | -- | -- | ----- | --- | -- |
| 1  | «Спартак» (Москва)        | 25 | 18 | 3  | 4  | 74−19 | +55 | 39 |
| 2  | ЦДКА (Москва)             | 25 | 17 | 3  | 5  | 52−24 | +28 | 37 |
| 3  | «Металлург» (Москва)      | 25 | 16 | 5  | 4  | 57−29 | +28 | 37 |
| 4  | «Динамо» (Киев)           | 25 | 15 | 6  | 4  | 76−35 | +41 | 36 |
| 5  | «Динамо» (Москва)         | 25 | 14 | 4  | 7  | 69−34 | +35 | 32 |
| 6  | «Динамо» (Тбилиси)        | 25 | 11 | 9  | 5  | 54−39 | +15 | 31 |
| 7  | «Динамо» (Ленинград)      | 25 | 12 | 6  | 7  | 52−32 | +20 | 30 |
| 8  | «Локомотив» (Москва)      | 25 | 12 | 6  | 7  | 44−37 | +7  | 30 |
| 9  | «Торпедо» (Москва)        | 25 | 9  | 11 | 5  | 51−38 | +13 | 29 |
| 10 | «Динамо» (Одесса)         | 25 | 9  | 11 | 5  | 39−35 | +4  | 29 |
| 11 | «Стахановец» (Сталино)    | 25 | 11 | 7  | 7  | 56−51 | +5  | 29 |
| 12 | «Трактор» (Сталинград)    | 25 | 12 | 3  | 10 | 53−48 | +5  | 27 |
| 13 | «Электрик» (Ленинград)    | 25 | 8  | 8  | 9  | 42−44 | −2  | 24 |
| 14 | «Сталинец» (Ленинград)    | 25 | 7  | 10 | 8  | 38−57 | −19 | 24 |
| 15 | «Сельмаш» (Харьков)       | 25 | 8  | 6  | 11 | 34−45 | −11 | 22 |
| 16 | «Сталинец» (Москва)       | 25 | 8  | 5  | 12 | 36−44 | −8  | 21 |
| 17 | «Локомотив» (Киев)        | 25 | 8  | 5  | 12 | 43−64 | −21 | 21 |
| 18 | «Динамо» (Ростов-на-Дону) | 25 | 7  | 6  | 12 | 39−43 | −4  | 20 |
| 19 | «Темп» (Баку)             | 25 | 6  | 8  | 11 | 33−40 | −7  | 20 |
| 20 | «Спартак» (Ленинград)     | 25 | 6  | 8  | 11 | 30−39 | −9  | 20 |
| 21 | «Спартак» (Харьков)       | 25 | 5  | 7  | 13 | 43−63 | −20 | 17 |
| 22 | «Зенит» (Ленинград)       | 25 | 7  | 3  | 15 | 35−57 | −22 | 17 |
| 23 | «Пищевик» (Москва)        | 25 | 5  | 6  | 14 | 25−53 | −28 | 16 |
| 24 | «Локомотив» (Тбилиси)     | 25 | 5  | 5  | 15 | 44−62 | −18 | 15 |
| 25 | «Крылья Советов» (Москва) | 25 | 4  | 7  | 14 | 28−56 | −28 | 15 |
| 26 | «Буревестник» (Москва)    | 25 | 4  | 4  | 17 | 28−87 | −59 | 12 |

 Выбывание в группу «Б».
Примечание: турнир проводился в один круг, правила предусматривали 2 очка за победу, 1 за ничью, 0 за поражение.

#### Общая статистика
| Сыграно матчей                              | 26 (25 Чемпионат СССР, 1 Кубок СССР) |
| Победы                                      | 12 (Чемпионат СССР) |
| Ничьи                                       | 3 (Чемпионат СССР) |
| Поражения                                   | 11 (10 Чемпионат СССР, 1 Кубок СССР) |
| Забито мячей                                | 53 |
| Пропущено мячей                             | 48 |
| Разница мячей                               | +5 |
| Пенальти: забитые/назначенные               | 5/5 |
| Пенальти соперника: пропущенные/назначенные | 2/4 |
| Предупреждения                              | ? |
| Удаления                                    | 2 |
| Лучший счёт                                 | 6:2 (Д) против «Буревестник» (Москва) — Чемпионат СССР, 23 августа 1938 6:2 (Д) против «Сельмаш» (Харьков) — Чемпионат СССР, 3 сентября 1938 |
| Худший счёт                                 | 0:6 (Г) против «Электрик» (Ленинград) — Чемпионат СССР, 28 сентября 1938                                                                     |
| «Сухие» матчи                               | 5 (Чемпионат СССР) |
| Наибольшее число матчей                     | Александр Пономарёв (24 матча) |
| Лучший бомбардир                            | Александр Пономарёв (19 голов) |

Примечание: в данной таблице не учитываются результаты товарищеских матчей.

#### Общая статистика по турнирам
| Турнир         | И  | В  | Н | П  | ЗМ | ПМ | ±М | ЖК | КК | О              |
| -------------- | -- | -- | - | -- | -- | -- | -- | -- | -- | -------------- |
| Чемпионат СССР | 25 | 12 | 3 | 10 | 53 | 48 | +5 | ?  | 2  | 27/50 (54 %)   |
| Кубок СССР     | 1  | 0  | 0 | 1  | 0  | 0  | 0  | 0  | 0  | 0/2 (0 %)      |
| Всего          | 26 | 12 | 3 | 11 | 53 | 48 | +5 | ?  | 2  | 27/52 (51,9 %) |

## Команды Сталинграда в кубке СССР
«Трактор» устранился от участия в турнире, не явившись 5 августа на матч 1/32 финала, который должен был пройти в Баку с местным «Темпом».
Другим участником 1/32 финала было сталинградское «Динамо», никогда ранее не игравшее на высшем уровне. Единственным известным игроком «Динамо» был защитник Константин Беликов, будущий капитан «Трактора» и участник матча «На руинах Сталинграда».
«Динамо» пробилось в основную сетку розыгрыша через зональный турнир, в котором прошло двух соперников из Куйбышева.
В 1/32 финала «Динамо» отправилось в Саратов, помнящий прошлогоднее поражение от «Трактора» со счётом 1:9. Первый матч c местным «Локомотивом» завершился вничью 2:2, в переигровке на следующий день саратовцы вновь были повержены 3:2.
В 1/16 финала динамовцам достался «Темп» из Баку, команда обыгравшая «Трактор» в чемпионате и не дождавшаяся его визита на кубковый матч. На этот раз сами бакинцы должны были приехать на игру в Сталинград.
«Динамо» выбрало оборонительную тактику и 13 августа в основное и дополнительное время удержало счёт 0:0. В переигровке 14 августа сталинградцы держались до 80-й минуты, но всё же пропустили единственный гол, автором которого стал Артём Маркаров, отец будущего футболиста сборной СССР Эдуарда Маркарова.